# Скадарлија
| СКАДАРСКА · улица | СКАДАРСКА · улица            |
| ----------------- | ---------------------------- |
|                   |                              |
| Општина           | Општина Стари град (Београд) |
| Почетак           | Дечанска ул.                 |
| Крај              | Ул. Ђорђа Јовановића         |
| Дужина            | 590 m                        |
| Ширина            | 10 до 14 m                   |
| Створена          | пре 1720.                    |
| Названа           | непознато                    |
|                   |                              |
|                   |                              |
|                   |                              |

Скадарлија је туристичка дестинација, боемска четврт и један од симбола Београда.
Налази се у Скадарској улици, која се налази у центру Београда, дужине око 500 . Са̑ма Скадарлија је краћа и протеже се од Булевара деспота Стефана до Улице Страхињића Бана. Улица носи садашње име од 1872. године, пре чега се звала Циганска мала.

## Историја
Скадарлија је била слабо осветљена, поплочана калдрмом, како је то био обичај у турско доба. Тај старински изглед задржан је и данас, само је простор између камења заливен бетоном.
Тако је и настао стих:
„Ноћу, 

кад је ситни сат, 

идеш Скадарлијом, 

да поломиш врат!“
Ту песму је често певао Тома Здравковић.
До друге половине двадесетог столећа Скадарлија је била изразито периферни део града.
У изворима први спомени о грађанима који живе у Скадарлији сежу 1825. Скадарлија је први пут приказана на плану града Београда 1854. године.
Претпоставља се да су прве куће у Скадарлији биле приземне и сиротињске.
Разлог постајања Скадарлије боемском четврти је близини Народног позоришта и Трга републике.
Развој Скадарлије и изградњу вишеспратница прекинуо је почетак Првог светског рата.
Најстарија кућа у Скадарлији је Штихина кућа (Скадарска 31).
Надежда Петровић је поводом стогодишњице Првог српског устанка 1904. године организована Прва југословенска изложба, водила је госте свако вече у Три шешира. Гости су том приликом били словеначки импресионисти Јама, Јакопич, Грохар, Весели као и вајар Иван Мештровић. Домаћини у скадарлијским кафанама били су им Јован Цвијић, Бранислав Нушић, Симо Матавуљ и Миле Павловић Крпа. Тада су се у кафани водили разговори о могућности уједињења Јужних Словена.
Током 1929. Скадарлија је била подељена на палилулски и дорћолски кварт (или од 1910). Сваки део Скадарлије је имао различита правила о извођењу музике ноћу, за шта су везане анегдоте.
Уредба донета 1935. предвиђала је да се сачува изглед Скадарлије а куће Ђуре Јакшића, Милорада Гавриловића, Чича Илије Станојевића и Димитрија Гинића обележе натписима. 
Две страћаре на углу са Југовићевом срушене су априла 1937, а ниске кућице на јужном углу са Симином најесен 1940.
На иницијативу француске стране, Скадарлија и Монмартр су побратимљени 1978. године.
Дивна Костић и Олга Јанчевецки су певале у кафани „Велика Скадарлија”.
Архитекта Угљеша Богуновић и његови сарадници су ревитализовали Скадарлију и својим пројектом јој вратили интимне боемске оквире, током касних педесетих и раних шездесетих.
Током своје историје Скадарлију су посетили бројни светски значајни ствараоци као што су: Алфред Јенсен, Петер Еге, Јарослав Квартил, Алојз Шмаус, Александар Иванович Куприн, Херман Вендел, Александар Иванович Сумбатов-Јужин, Иван Буњин, Дмитриј Сергејевич, Борис Констатинович Зајцев и други.

## Скадарлија данас
Скадарлија је за потребе туризма реконструисана да поново личи на Скадарлију са почетка 20. века. Скадарлија је данас једно од обавезних места које посећују страни туристи. Ту су познате кафане Три шешира, Два јелена, Има дана..., Путујући глумац и хотел Le Petit Piaf у чијем се склопу налази ресторан Скадарлијски Чардак, у којем се осим ресторана са националном и италијанском кухињом пружа и услуга смештаја. У оквиру ресторана Путујући глумац налази се комплекс Travelling Actor.
Скадарлија је и место где се после свадбе долази на јело и провод.
На Скадарлију се наслања и некадашња Београдска индустрија пива, ту се налазе пекаре, посластичарница, галерије и кафићи и једна школа. Постоји и пивница и тржни центар. На дну Скадарлије (улица је благо стрма) је и друга по величини, београдска пијаца Бајлони.
У простору Скадарлије је 2. октобра 2023. подигнут споменик Томи Здравковићу.

## Познати посетиоци и боеми Скадарлије
- Ђура Јакшић, песник и сликар[18]
- Алекса Бачвански, глумац и редитељ[18]
- Димитрије Коларовић, глумац[18]
- Лазар Лугумерски, глумац[18]
- Ђура Рајковић, глумац[18]
- Тоша Јовановић, глумац[18]
- Фотије Иличић, глумац и управник путујућег позоришта[18]
- Драгомир Брзак, књижевник[18]
- Коста Таушановић, економиста и политичар[18]
- Пера Добриновић, глумац[18]
- Светислав Динуловић, глумац[18]
- Чича Илија Станојевић, глумац[18]
- Стеван Сремац, књижевник[18]
- Драгутин Илић, песник[18]
- Војислав Илић, песник[18]
- Милорад Гавриловић, глумац и редитељ[18]
- Велика Нигринова, првакиња Народног позоришта[18]
- Бранислав Нушић, драмски писац[18]
- Јанко Веселиновић, књижевник[18]
- Милорад Митровић, песник[18]
- Радоје Домановић, књижевник[18]
- Милорад Павловић Крпа, књижевник[18]
- Димитрије Гинић, глумац[18]
- Бора Станковић, књижевник[18]
- Раде Драинац, песник[18]
- Добрица Милутиновић, глумац[18]
- Антун Густав Матош, књижевник[18]
- Ксавер Шандор Ђалски, књижевник[18]
- Густав Крклец, књижевник, посветио је неколико песама Скадарлији[18]
- Тин Ујевић, песник[18]
- Иво Ћипико, књижевник[18]
- Владимир Видрич, књижевник[18]
- Иво Војновић, књижевник[18]
- Авдо Карабеговић, књижевник[18]
- Светозар Ћоровић, књижевник[18]
- Алекса Шантић, песник[18]
- Хамза Хумо, писац[18]
- Милован Глишић, писац[18]
- Божидар Кнежевић, филозоф[18]
- Симо Матавуљ, књижевник[18]
- Жанка Стокић, глумица[18]
- Раша Плаовић, глумац[18]
- Душан Раденковић, глумац[18]
- Миливоје Живановић, глумац[18]
- Радослав Веснић[18]
- Фран Новаковић[18]
- Вељко Милићевић[18]
- Божидар Ковачевић[18]
- Александар Дероко, архитекта[18]
- Мони де Були[18]
- Вељко Петровић[18]
- Рашко Димитријевић[18]
- Станислав Винавер, књижевник[18]
- Ристо Ратковић[18]
- Бата Вукадиновић[18]
- Синиша Пауновић[18]
- Велимир Живојиновић Масука[18]
- Момчило Милошевић[18]
- Синиша Кордић[18]
- Милан Ђоковић[18]
- Никола Трајковић[18]
- Бранко В. Радичевић, песник
- Момо Капор, књижевник и сликар

## Галерија
- Златни бокал
- Капетан Коча путује
- Два јелена
- Шешир мој
- Мали врабац
- Путујући глумац
- Три шешира
- Скадаријски боем
- Два бела голуба
- Скадарлијска ноћ
- Велика Скадарлија
- Романса
- Урбан
- Кућа Великана

- Јутарње „умивање”
- Кућа и споменик Ђури Јакшићу
- Скулптура Ђура Јакшић рад Јована Солдатовића
- Скадарлија, улаз са горње стране
- Улаз са горње стране
- Калдрма у Скадарлији
- Скадарлија зими
- Скадарлија увече
- Братимљење Скадарлије са Монмартром
- План Скадарлије
- Стихови Ђуре Јакшића
- Скадарлијско јутро
- Скадарлијско јутро
- Спомен-табла на Кући Великана